# John Allsebrook Simon
Pour les articles homonymes, voir John Simon et Simon.
John Allsebrook Simon, 1er vicomte Simon, est un homme politique britannique né le 28 février 1873 et mort le 11 janvier 1954. Il a occupé de nombreux postes gouvernementaux entre 1915 et 1945.

## Biographie
Fils d'un pasteur congrégationaliste de Manchester, John Simon étudie le droit au Wadham College de l'université d'Oxford. Il est appelé au barreau (Inner Temple) en 1899 et devient un avocat (barrister) réputé.
Il est élu membre de la Chambre des communes en 1906 pour le Parti libéral. Quatre ans plus tard, en 1910, il entre au gouvernement comme solliciteur général, puis procureur général en octobre 1913. Durant la Crise de Juillet, il menace, avec Lloyd George de démissionner pour protester contre la décision de Winston Churchill de mobiliser la Flotte et contre le soutien apporté par Edward Grey à la France et la Belgique devant la menace allemande ; pendant la Première Guerre mondiale, il occupe le poste de secrétaire d'État à l'Intérieur au sein du gouvernement de Herbert Henry Asquith pendant quelques mois en 1915-1916. Il démissionne pour signaler son opposition à la conscription.
Simon perd son siège à la Chambre des communes lors des élections de 1918. Après une tentative infructueuse en 1919, il retourne à la Chambre en 1922. De 1927 à 1930, il préside la commission Simon, qui travaille sur des réformes constitutionnelles en Inde. Durant cette période, il s'oppose de plus en plus au soutien apporté par les libéraux au gouvernement travailliste de Ramsay MacDonald
La rupture entre Simon et le Parti libéral est consommée en 1931 : au mois de juin, lui et deux autres députés libéraux (Ernest Brown et Robert Hutchison) quittent leur parti pour siéger comme indépendants. Lors des élections de 1931, Simon mène un nouveau parti aux urnes, le Parti national-libéral, qui se distingue par ses idées protectionnistes, similaires à celles du Parti conservateur, et soutient le gouvernement d'union nationale formé par MacDonald au mois d'août. La coalition nationale remporte une victoire écrasante, avec 35 sièges pour les nationaux-libéraux de Simon, qui est nommé secrétaire d'État aux Affaires étrangères. Dans ses fonctions au Foreign Office, il signe le très controversé accord naval Germano-britannique, avec Ribbentrop, qui accorde au Reich 35% des navires de surface et 45% pour les sous-marins. En effet, la France fut tenue à l'écart des négociations.
Après la démission de MacDonald, Simon redevient secrétaire d'État à l'Intérieur sous Stanley Baldwin (1935-1937), puis Chancelier de l'Échiquier sous Neville Chamberlain (1937-1940), tous deux conservateurs à la tête de gouvernements d'union nationale. Lorsque la Seconde Guerre mondiale éclate, il est considéré comme l'un des responsables du conflit pour son soutien à la politique d'apaisement menée vis-à-vis d'Adolf Hitler dans les années 1930. Ainsi, bien qu'il reste membre du gouvernement Churchill en tant que Lord Chancelier de 1940 à 1945, il est exclu du cabinet de guerre.
Simon n'occupe plus de position publique après 1945. Il publie ses mémoires, Retrospect, en 1952, et meurt deux ans plus tard. De sa première femme, Ethel Mary Venables, il laisse deux filles et un fils. Ce dernier hérite du titre de « vicomte Simon de Stackpole Elidor » accordé à son père en 1940. Veuf en 1902, Simon s'était remarié en 1917 avec l'abolitionniste Kathleen Rochard Manning.